# Championnat d'Ukraine de rugby à XV 2014
 (signalé en mai 2025).
Si vous disposez d'ouvrages ou d'articles de référence ou si vous connaissez des sites web de qualité traitant du thème abordé ici, merci de compléter l'article en donnant les références utiles à sa vérifiabilité et en les liant à la section « Notes et références ».
- Archive Wikiwix
- Bing
- Cairn
- DuckDuckGo
- E. Universalis
- Gallica
- Google
- G. Books
- G. News
- G. Scholar
- Persée
- Qwant
- (zh) Baidu
- (ru) Yandex
- (wd) trouver des œuvres sur Wikidata

 (juin 2025).
Motif : Coquille vide sans rédaction ni la moindre source. L'article principal (à compléter) devrait être suffisant pour aborder cette compétition
- Archive Wikiwix
- Bing
- Cairn
- DuckDuckGo
- E. Universalis
- Gallica
- Google
- G. Books
- G. News
- G. Scholar
- Persée
- Qwant
- (zh) Baidu
- (ru) Yandex
- (wd) trouver des œuvres sur Wikidata

| 1. | Préciser le motif de la pose du bandeau. | Précisez le motif de la pose du bandeau en utilisant la syntaxe suivante : {{admissibilité à vérifier\|date=juin 2025\|motif=remplacez ce texte par le motif}}                                                |
| 2. | Informer les utilisateurs concernés.     | Pensez à avertir le créateur de l'article, par exemple, en insérant le code ci-dessous sur sa page de discussion : {{subst:avertissement admissibilité à vérifier\|Championnat d'Ukraine de rugby à XV 2014}} |

Navigation
Championnat 2013 Championnat 2015
Le Championnat d'Ukraine de rugby à XV 2014, également appelé Major League 2014, oppose les meilleures équipes ukrainiennes de rugby à XV. Il débute le 12 avril 2014 pour s'achever par une finale disputée en 2014.

## Équipes participantes
Les équipes sont réparties de la manière suivante :
| Groupe Ouest - SC Sokil - RC Obolon-University - RC Roland - RK Rivne - RK Batyar - RK Teren - UzhNU | Groupe Centre - RC Rebels - RK Antares - RK Aviator - RC Epokha-Polytechnic | Groupe Est - RC Olymp - RC TEX-A-C | Groupe Sud - Academija - Kredo-63 - RC Polytechnic |

## Première Phase

### Groupe Ouest
Les 7 équipes du groupe Ouest sont :
| RK Batyar RC Obolon-University RK Rivne RC Roland SC Sokil RK Teren UzhNU |

| Équipe               | Stade                   | Capacité | Ville           |
| -------------------- | ----------------------- | -------- | --------------- |
| RK Batyar            | Stade Yunist            | 5000     | Lviv            |
| RC Obolon-University | Lokomotiv Stadium       |          | Khmelnytskyï    |
| RK Rivne             | Olimp Stadium           | 500      | Rivne           |
| RC Roland            | Stade Geroiv pozhezhnyh | 500      | Ivano-Frankivsk |
| SC Sokil             | Yunist Stadium          | 5000     | Lviv            |
| RC Teren             |                         |          | Ternopil        |
| UzhNU                |                         |          | Uzhgorod        |

#### Classement
| Rang | Club                 | J | V | N | D | Bo | Bd | Pm  | Pe  | Diff | Pts |
| ---- | -------------------- | - | - | - | - | -- | -- | --- | --- | ---- | --- |
| 1    | RC Obolon-University | 7 | 6 | 0 | 1 | 6  | 1  | 453 | 96  | +357 | 31  |
| 2    | SC Sokil             | 6 | 5 | 0 | 1 | 5  | 1  | 289 | 61  | +228 | 26  |
| 3    | RK Rivne             | 5 | 4 | 0 | 1 | 4  | 0  | 273 | 111 | +162 | 20  |
| 4    | RC Roland            | 7 | 4 | 0 | 3 | 3  | 0  | 250 | 142 | +108 | 19  |
| 5    | RK Batyar            | 7 | 3 | 0 | 4 | 3  | 0  | 136 | 206 | -70  | 15  |
| 6    | UzhNU                | 8 | 1 | 0 | 7 | 1  | 0  | 68  | 539 | -471 | 5   |
| 7    | RK Teren             | 6 | 0 | 0 | 6 | 0  | 0  | 7   | 321 | -314 | 0   |

Attribution des points : victoire sur tapis vert : 5, victoire : 4, match nul : 2, défaite : 0, forfait : -2 ; plus les bonus (offensif : 4 essais marqués ; défensif : défaite par 7 points d'écart ou moins).

#### Résultats
L'équipe qui reçoit est indiquée dans la colonne de gauche.
| Clubs                | BAT   | OBO   | RIV   | ROL  | SOK   | TER  | UZH   |
| -------------------- | ----- | ----- | ----- | ---- | ----- | ---- | ----- |
| RK Batyar            |       | 0-45  | -     | 5-34 | 5-55  | -    | 27-0  |
| RC Obolon-University | -     |       | 71-19 | -    | 19-18 | -    | 130-0 |
| RK Rivne             | 60-10 | -     |       | -    | -     | 30-0 | 123-6 |
| RC Roland            | -     | 14-51 | 24-41 |      | -     | 30-0 | 83-8  |
| SC Sokil             | -     | 38-32 | -     | 30-0 |       | -    | 52-5  |
| RC Teren             | 0-30  | 7-105 | -     | -    | 0-96  |      | -     |
| UzhNU                | 12-59 | -     | -     | 7-65 | -     | 30-0 |       |

|  | Victoire à domicile |  | Match nul |  | Défaite à domicile |

### Groupe Centre
| RC Rebels RK Antares RK Aviator RC Epokha-Polytechnic |

| Équipe                | Stade | Capacité | Ville |
| --------------------- | ----- | -------- | ----- |
| RK Antares            |       |          | Kiev  |
| RK Aviator            |       |          | Kiev  |
| RC Epokha-Polytechnic |       |          | Kiev  |
| RC Rebels             |       |          | Kiev  |

#### Classement
| Rang | Club                  | J | V | N | D | Bo | Bd | Pm  | Pe  | Diff | Pts |
| ---- | --------------------- | - | - | - | - | -- | -- | --- | --- | ---- | --- |
| 1    | RK Antares            | 5 | 4 | 0 | 1 | 4  | 0  | 195 | 97  | +98  | 20  |
| 2    | RC Epokha-Polytechnic | 6 | 4 | 0 | 2 | 3  | 0  | 145 | 166 | -21  | 19  |
| 3    | RK Aviator            | 5 | 1 | 0 | 4 | 4  | 2  | 135 | 185 | -50  | 10  |
| 4    | RC Rebels             | 4 | 1 | 0 | 3 | 2  | 1  | 97  | 124 | -27  | 7   |

Attribution des points : victoire sur tapis vert : 5, victoire : 4, match nul : 2, défaite : 0, forfait : -2 ; plus les bonus (offensif : 4 essais marqués ; défensif : défaite par 7 points d'écart ou moins).

#### Résultats
L'équipe qui reçoit est indiquée dans la colonne de gauche.
| Clubs                 | ANT   | AVI   | EPO   | REB   |
| --------------------- | ----- | ----- | ----- | ----- |
| RK Antares            |       | 25-19 | 57-8  | -     |
| RK Aviator            | 30-64 |       | 22-34 | 38-31 |
| RC Epokha-Polytechnic | 21-14 | 31-26 |       | 7-40  |
| RC Rebels             | 19-35 | -     | 7-44  |       |

|  | Victoire à domicile |  | Match nul |  | Défaite à domicile |

### Groupe Est
| RC Olymp RC TEX-A-C |

| Équipe     | Stade        | Capacité | Ville   |
| ---------- | ------------ | -------- | ------- |
| RC Olymp   | KhTZ Stadium | 2 000    | Kharkiv |
| RC TEX-A-C | KhTZ Stadium | 2 000    | Kharkiv |

|  | RC Olymp | 59 - 5 | RC TEX-A-C |  |
|  |          |        |            |  |
|  |          |        |            |  |

### Groupe Sud
| Academija Kredo-63 RC Polytechnic |

| Équipe         | Stade               | Capacité | Ville  |
| -------------- | ------------------- | -------- | ------ |
| Academija      |                     |          | Odessa |
| Kredo-63       | Spartak Stadium     | 4 800    | Odessa |
| RC Polytechnic | ONPU Sports Complex |          | Odessa |

#### Classement
| Rang | Club           | J | V | N | D | Bo | Bd | Pm  | Pe  | Diff | Pts |
| ---- | -------------- | - | - | - | - | -- | -- | --- | --- | ---- | --- |
| 1    | Kredo-63       | 4 | 4 | 0 | 0 | 4  | 0  | 253 | 28  | +225 | 20  |
| 2    | RC Polytechnic | 4 | 2 | 0 | 2 | 2  | 0  | 67  | 153 | -86  | 10  |
| 3    | Academija      | 4 | 0 | 0 | 4 | 1  | 2  | 61  | 200 | -139 | 3   |

Attribution des points : victoire sur tapis vert : 5, victoire : 4, match nul : 2, défaite : 0, forfait : -2 ; plus les bonus (offensif : 4 essais marqués ; défensif : défaite par 7 points d'écart ou moins).

#### Résultats
L'équipe qui reçoit est indiquée dans la colonne de gauche.
| Clubs          | ACA   | KRE  | POL   |
| -------------- | ----- | ---- | ----- |
| Academija      |       | 3-60 | 31-32 |
| Kredo-63       | 86-12 |      | 44-8  |
| RC Polytechnic | 22-15 | 5-63 |       |

|  | Victoire à domicile |  | Match nul |  | Défaite à domicile |

## Superleague

### Groupe A

#### Classement
| Rang | Club       | J | V | N | D | Bo | Bd | Pm | Pe | Diff | Pts |
| ---- | ---------- | - | - | - | - | -- | -- | -- | -- | ---- | --- |
| 1    | RK Antares | 0 | 0 | 0 | 0 | 0  | 0  | 0  | 0  | 0    | 0   |
| 2    | RC Olymp   | 0 | 0 | 0 | 0 | 0  | 0  | 0  | 0  | 0    | 0   |
| 3    | SC Sokil   | 0 | 0 | 0 | 0 | 0  | 0  | 0  | 0  | 0    | 0   |

Attribution des points : victoire sur tapis vert : 5, victoire : 4, match nul : 2, défaite : 0, forfait : -2 ; plus les bonus (offensif : 4 essais marqués ; défensif : défaite par 7 points d'écart ou moins).

#### Résultats
L'équipe qui reçoit est indiquée dans la colonne de gauche.
| Clubs      | ANT | OLY | SOK |
| ---------- | --- | --- | --- |
| RK Aviator |     | -   | -   |
| RC Olymp   | -   |     | -   |
| SC Sokil   | -   | -   |     |

|  | Victoire à domicile |  | Match nul |  | Défaite à domicile |

### Groupe B

#### Classement
| Rang | Club                  | J | V | N | D | Bo | Bd | Pm  | Pe  | Diff | Pts |
| ---- | --------------------- | - | - | - | - | -- | -- | --- | --- | ---- | --- |
| 1    | Kredo-63              | 4 | 4 | 0 | 0 | 4  | 0  | 377 | 32  | +345 | 20  |
| 2    | RC Epokha-Polytechnic | 4 | 2 | 0 | 2 | 2  | 0  | 93  | 261 | -168 | 10  |
| 3    | RC Obolon-University  | 4 | 0 | 0 | 4 | 1  | 1  | 64  | 241 | -177 | 2   |

Attribution des points : victoire sur tapis vert : 5, victoire : 4, match nul : 2, défaite : 0, forfait : -2 ; plus les bonus (offensif : 4 essais marqués ; défensif : défaite par 7 points d'écart ou moins).

#### Résultats
L'équipe qui reçoit est indiquée dans la colonne de gauche.
| Clubs                 | EPO   | KRE   | OBO   |
| --------------------- | ----- | ----- | ----- |
| RC Epokha-Polytechnic |       | 15-95 | 34-17 |
| Kredo-63              | 114-5 |       | 70-9  |
| RC Obolon-University  | 35-39 | 3-98  |       |

|  | Victoire à domicile |  | Match nul |  | Défaite à domicile |